# Gröbzig
Gröbzigⓘ là một đô thị thuộc huyện Anhalt-Bitterfeld, bang Saxony-Anhalt, Đức. Từ ngày 1 tháng 1 năm 2010, đô thị này thuộc thị xã Südliches Anhalt.